# Pelayo Roces
Pelayo Roces Arbesú (La Felguera, Asturias, España, 27 de septiembre de 1960) es un político y empresario español, exdiputado regional del Partido Popular y actualmente afiliado a Foro Asturias.

## Carrera
Pelayo Roces nació en La Felguera, en el concejo asturiano de Langreo (España) en 1960, hijo del conocido empresario Juan Roces Antuña y María Josefa Arbesú. Ingresó en el Partido Popular en 1982. Además de otros cargos, entre 1991 y 1995 fue concejal en el Ayuntamiento de Siero y en 1995 fue nombrado presidente comarcal del partido.
En 1995 comienza su carrera como diputado autonómico en la Junta General del Principado de Asturias, al igual que el de vicepresidente segundo de la Junta durante tres legislaturas consecutivas. Fue portavoz de Infraestructuras del Partido.

## Foro Asturias
El 3 de enero de 2011 Pelayo Roces se da de baja en el Partido Popular renunciando a su acta de diputado en la Junta General del Principado de Asturias.
El 29 de enero de 2011, la Comisión Promotora de Foro Asturias que preside Pelayo Roces acordó aceptar las 1.257 afiliaciones presentadas y fijar para el 5 de marzo la fecha del Congreso Constituyente.